# 議會 (德國)

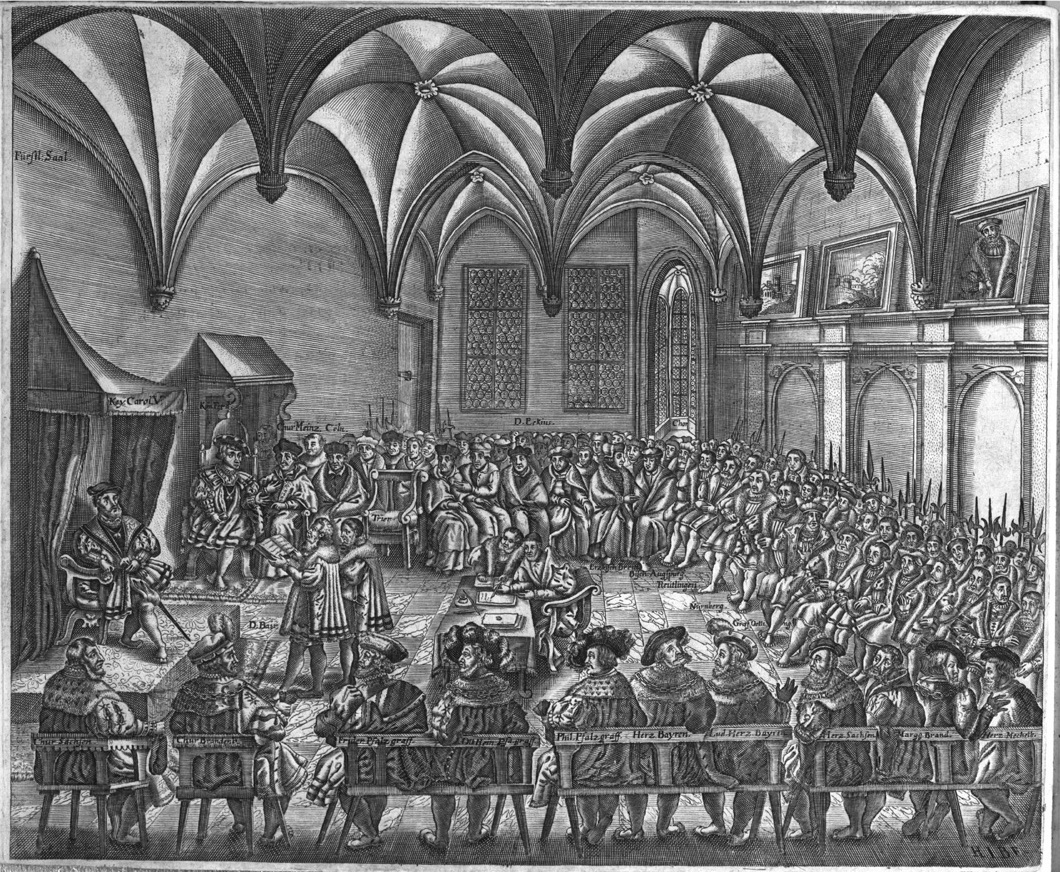
薩克森首相克里斯蒂安·拜爾在查理五世皇帝面前自白，奧格斯堡會議，1530 年

議會（英語：diet）是正式的協商會議。 該術語在歷史上主要用於德語區的神聖羅馬帝國。在現代同樣應用於某些國家和州的現代立法機構，如日本的國會，或德國聯邦議院、聯邦議會。
該術語（也是營養意義上的diet）源自中世紀拉丁語 dieta，意思是“議會”和“每日食物津貼”；dieta 源自早期拉丁語 diaeta，後者可能源自希臘語 διαιτησία（仲裁）或來自古典希臘語 δίαιτα/diaita，意思是“生活方式”，因此也是“飲食”，“定期工作”。著名的會議有：
- 帝國議會 (神聖羅馬帝國)
- 奧格斯堡會議
- 紐倫堡會議
- 雷根斯堡會議
- 施派爾會議
- 沃木斯會議